# Shin’ichi Tanaka (Skispringer)
Shin’ichi Tanaka (jap. 田中 信一, Tanaka Shin’ichi; * 15. Mai 1959) ist ein ehemaliger japanischer Skispringer.
Am 12. Januar 1980 sprang er erstmals im Skisprung-Weltcup. In seinem ersten Springen in Sapporo erreichte er Platz neun und gewann so seine ersten Weltcup-Punkte. In den folgenden Jahren sprang er regelmäßig bei der Vierschanzentournee, blieb jedoch erfolglos. Erst im Januar 1987 erreichte er in Sapporo erneut Plätze unter den besten Zehn und landete auf dem 4. und dem 5. Platz. Es waren die höchsten Platzierungen seiner Karriere. Bei der Nordischen Skiweltmeisterschaft 1987 in Oberstdorf erreichte Tanaka auf der Normalschanze den 57. und auf der Großschanze den 55. Platz. Nach der Weltmeisterschaft erreichte er auch im finnischen Lahti und im schwedischen Falun Weltcup-Punkte und beendete die Saison 1986/87 auf dem 26. Platz in der Weltcup-Gesamtwertung.
Bei den Olympischen Winterspielen 1988 in Calgary erreichte Tanaka auf der Normalschanze den 52. und auf der Großschanze den 47. Platz. Im Teamspringen wurde er gemeinsam mit Katsushi Tao (田尾 克史), Masaru Nagaoka (長岡 勝) und Akira Satō (佐藤 晃) nur Elfter und damit Letzter.
Fast zwei Jahre nach den Spielen nahm Tanaka im Dezember 1989 noch einmal an einem Weltcup-Springen in Sapporo teil, bevor er im Anschluss daran seine aktive Skisprung-Karriere beendete.

## Erfolge

### Weltcup-Platzierungen
| Saison  | Platz | Punkte |
| ------- | ----- | ------ |
| 1979/80 | 79.   | 07     |
| 1986/87 | 26.   | 28     |